# Anton Maria Salvini
Anton Maria Salvini (en llatí Antonius Maria Salvinius, Florència, 12 de gener de 1653 – Florència, 17 de maig de 1729) va ser un hel·lenista italià.

## Formació
Per tal de satisfer els anhels del seu pare va estudiar Jurisprudència a la Universitat de Pisa, però poc després de la llicenciatura es va adonar que la seva vocació eren les llengües antigues i, gràcies al suport de Francesco Redi, es va perfeccionar en grec i en llatí i va aprendre el francès i l'anglès així com el hebreu i el castellà.

## Plaça universitària
El 1677 gràcies al suport del cardenal Leopold de Mèdici va substituir Carlo Dati alias Varrone Etrusco a la càtedra de Filologia Grega del Studio Fiorentino.

## Traduccions
Com a hel·lenista, entre les seves traduccions principals, destaquen De la Caça i de la Pesca de Opià d'Apamea, l'Ilíada, l'Odissea, la Batracomiomachia i els Himnes d'Homer, les Sentències elegíaques de Teognis, els Amors d'Àntia i Abrocomes de Xenofont d'Efes, l'obra poetica d'Anacreont, Les Obres i els Fragments de Hesíode, els Himnes de Orfeu i de Procle, el Ciclope de Eurípides.
Del llatí, d'altra banda, va traduir en florentí les Sàtires d'Aulus Persi, i el Sobre la satírica poesia de Grecs i sobre la Sàtira dels Romans d'Isaac Casaubon.
Són també seves les traduccions Idea de la perfezione de la pittura de Roland Fréart de Chambray, del francès, així com Catone de Joseph Addison, de l'anglès.

## Obra pròpia
Com a escriptor i poeta no va arribar mai al nivell d'excel·lència de les seves traduccions, sobretot de les gregues. Tot i així, cal esmentar les Proses Sagrades escrites per tal d'expiar algunes traduccions seves llicencioses de versos llatins i grecs de temes priapeus.

## Membre de l'Accademia della Crusca
Gràcies à la seva erudició literària i als enginys lingüístics de les seves traduccions va ser nomenat membre de l'Accademia della Crusca, de la qual esdevingué arxicònsul el 1693-1694. Al sí d'aquesta institució va contribuir a la redacció de la quarta edició del Vocabolario. Va fer les anotacions de nombroses obres, entre elles, el Commento de Boccaccio a la Divina Comèdia de Dant.

## Interès per l'epigrafia
Fill del seu temps, Anton Maria Salvini es va interessar pel col·leccionisme d'objectes antics. Quan el metge de la cort de Cosme III de Mèdici, Giovanni Antonio Corazza, fou enviat a la regència de Tunis per guarir Rhomdane Bei, Salvini li va demanar que transcrigués textos epigràfics llatins de la regió.

## Títols eclesiàstics
Anton Maria Salvini va obtenir el títol d'abat (vegeu les publicacions coetànies en ocasió de la seva mort, sobretot Delle lodi dell'abate Anton Maria Salvini Orazione funerale de Marc Antonio de' Mozzi, publicada el 1731); el seu germà Salvino Salvini posseïa el títol d'abat i successivament, a partir del 1721, va ser canonge de l'Esglèsia metropolitana florentina.

## Crítiques a la seva obra
Sobre les traduccions de Salvini pesa encara avui la ferotge crítica d'Ugo Foscolo, el qual, va condemnar gairebé tota l'obra salviniana, per salvar-ne únicament la seva versió dels Amors d'Àntia i Abrocomes